# Большая Оленья улица
Больша́я Оле́нья у́лица — улица, расположенная в Восточном административном округе города Москвы на территории района Сокольники.

## История
Улица получила своё название (вместе с Малой Оленьей улицей, по сравнению с которой она длиннее, и Малым Оленьим переулком) в XIX веке по расположению близ Оленьих прудов и Оленьей рощи (последняя вошла в городскую черту Москвы в 1879 г.). Названия прудов и рощи связаны с местами, где устраивались царские охоты при царе Алексее Михайловиче. Ранее часть улицы носила название Большой Олений проспект.

## Расположение
Большая Оленья улица, являясь продолжением улицы Олений Вал, проходит от улицы Короленко на северо-восток параллельно Богородскому шоссе, которое затем поворачивает на северо-запад, улиц проходит между Малым и Большим Оленьими прудами, с запада к ней примыкает Олений проезд, затем — Малая Ширяевская улица, далее к ней примыкают Большая Ширяевская улица с северо-запада и Малый Олений переулок с востока, улица поворачивает на север и затем, не доходя до продолжения Русаковской набережной и набережной Ганнушкина, на северо-запад и проходит до Богородского шоссе. Нумерация домов начинается от улицы Короленко.

## Примечательные здания и сооружения
По нечётной стороне:
- д. 15, стр. 1 — дача Смирновых в Сокольниках (1915, арх. Д. С. Марков). Выявленный объект культурного наследия[6].

По чётной стороне:
- Владение 2 — бывший дом отдыха «Сокольники», здание сгорело в начале 1990-х гг.
- Владение 6 (на углу Большой Оленьей и Малой Ширяевской улицы) — бывшая дача Н. Д. Стахеева, сохранились остатки грота[7].

## Транспорт

### Трамвай
- 4л: от улицы Олений Вал до Большой Ширяевской улицы
- 4пр: от Большой Ширяевской улицы до улицы Олений Вал
- 25: от Большой Ширяевской улицы до улицы Олений Вал

### Метро
- Станция метро «Преображенская площадь» Сокольнической линии — юго-восточнее улицы, на Преображенской площади на пересечении Большой Черкизовской улицы с Краснобогатырской улицей и улицей Преображенский Вал
- Станции метро «Сокольники» Сокольнической линии и «Сокольники» Большой кольцевой линии (соединены переходом) — юго-западнее улицы, на Сокольнической площади